# Pandamatenga
Pandamatenga is een dorp in het district North-West in Botswana. De plaats telt 1798 inwoners (2011).